# Бобин, Виктор Владимирович
Виктор Владимирович Бобин (1890, Харьков — 5 декабря 1973, Симферополь) — советский украинский учёный-медик, анатом; доктор медицинских наук (1945), профессор (1928).
Автор многих научных работ.

## Биография
Родился 16 (28) марта 1890 года в Харькове в семье врача — Владимира Павловича Бобина, почётного члена Харьковского медицинского общества.
Уже будучи гимназистом, Виктор помогал отцу в больнице. В 1909 году, по окончании III Харьковской мужской гимназии, поступил на медицинский факультет Харьковского университета (ныне Харьковский национальный университет имени В. Н. Каразина). За организацию нелегальных студенческих сходок был исключен из университета и выслан из Харькова. Продолжил обучение на медицинском факультете парижского университета. В 1914 году, по возвращении в Харьков, Бобин получил диплом зауряд-врача 1-го разряда и находился во время Первой мировой войны на службе в армии, работая военным врачом.
После Октябрьской революции Виктор Бобин вернулся в Харьков, где сдал государственные экзамены и начал научную деятельность как анатом под руководством профессора В. П. Воробьёва.
В 1920 году Бобин выдержал экзамены на степень доктора медицины и продолжил свою научную работу. С 1921 года вёл курс анатомии зубов и полости рта на одонтологическом факультете. В 1922 году В. В. Бобин вместе с А. П. Лаврентьевым и профессором В. П. Воробьевым были делегатами Всесоюзного съезда анатомов, гистологов и зоологов. В начале 1923 года Виктор Бобин был приглашён на заведование кафедрой анатомии в Кубанский медицинский институт (ныне Кубанский государственный медицинский университет), ректором которого в то время был известный ученый-патологоанатом, академик Н. Ф. Мельников-Разведенков.
С 1928 года профессор В. В. Бобин был избран на должность заведующего кафедрой нормальной анатомии медицинского отделения физико-математического факультета Пермского государственного университета. Профессором В. В. Бобиным было проведено значительное расширение музея кафедры, при активном участии В. В. Бобина для кафедры нормальной анатомии была осуществлена достройка нового «Алафузовского корпуса» в два этажа с большим подвалом.
В декабре 1930 года В. В. Бобин участвовал в организации и подготовке кадров для Крымского медицинского института (ныне Медицинская академия имени С. И. Георгиевского), а в 1931 году избран профессором и заведующим кафедрой нормальной анатомии этого вуза; вся его дальнейшая жизнь и деятельность были связаны с этим институтом. В 1950-х годах Бобин организовал в Крымском филиале Академии наук Украины антропологический кабинет.
Виктор Владимирович Бобин является основоположником научной школы морфологов, он подготовил 8 докторов и 25 кандидатов наук. В качестве общественной деятельности руководил Крымским научным обществом анатомов, гистологов и эмбриологов, был членом Президиума Всесоюзного и Украинского республиканского обществ анатомов, членом учёных советов Симферопольского, Херсонесского, Одесского и Пятигорского музеев.
Умер в Симферополе 5 декабря 1973 года. 
Сын — Владимир Викторович Бобин (род. 17 октября 1924 года) — также стал известным учёным-анатомом.

## Награды
- Орден Ленина (1956)[4];
- Медаль «За доблестный труд в Великой Отечественной войне 1941—1945 гг.»[3].

## Память
На кафедре нормальной анатомии человека Крымского медицинского института открыт кабинет-музей профессора Виктора Владимировича Бобина — первого заведующего кафедрой анатомии института. Воссоздать атмосферу помогли: его сын Владимир Викторович Бобин — профессор кафедры нормальной анатомии Харьковского медицинского университета, передавший в музей личные вещи отца и его архив, а также вуза — доценты В. П. Шкуренко и В. Н. Ивахненко.